# باولو إدواردو مارتينز
باولو إدواردو مارتينز هو سياسي برازيلي، ولد في 20 أبريل 1981 في Presidente Venceslau ‏ في البرازيل. نشط حزبياً في الحزب الديمقراطي الاجتماعي البرازيلي. وقد انتخب federal deputy of Paraná ‏ خلال فترته النيابية ‏ (1 فبراير 2019 – ) وانتخب عضو مجلس النواب البرازيلي ‏ خلال فترته النيابية ‏ وانتخب عضو مجلس النواب البرازيلي ‏ خلال فترته النيابية ‏.